# Ladogakarelen
Ladogakarelen är en historisk region i den del av Karelen som avträddes till Sovjet efter andra världskriget. Numera kan det också syfta på ungeför samma del av ryska Karelen (ryska: Ладожская Карелия, Карельское Приладожье, Karelskoje Priladozhje eller Северное Приладожье, Severnoje Priladozhje). Området låg nordväst, norr och nordöst om sjön Ladoga. Den nuvarande regionen Ladoga Karelen omfattar kommunerna Lahdenpohja, Pitkäranta och Sordavala, det vill säga den sydvästra delen av Republiken Karelen.

## Historia
Ladogakarelen var en del av Kexholms län, tillhörde först repubiken Novgorod och senare till Ryssland. I Stolbovafreden 1617 överfördes Kexholms län.  Sverige förlorade Ladoga Karelen till Ryssland i Freden i Nystad. Då blev området en del av Viborgs guvernement. Efter Sverige förlorade Finland 1809 införlivades området under nammnet Gamla Finland igen med resten av Finland och ingick i Viborgs län. Detta skedde 1812. Regionen Ladoga Karelen  som tillhörde Finland delades in i Mellersta Karelen och Gränskarelen.

### Mellersta Karelen

Karta över kommunerna i det avträdda Karelen 1940. Ladoga Karelen i nordväst, norr och nordost om Ladoga

Det historiska Mellersta Karelen ska inte förväxlas med dagens Mellersta Karelen.

Tidigare kommuner (härad):
- Harlu ( Sordavala härad )
- Jakimvaara ( Kronoborgs härad )
- Kronoborg ( Kronoborgs härad )
- Lahdenpohja ( Kronoborgs härad )
- Lumivaara ( Kronoborgs härad )
- Parikkala ( Kronoborgs härad )
- Ruskeala ( Sordavala härad )
- Saaris ( Kronoborgs härad )
- Simpele ( Kronoborgs härad )
- Sordavala
- Sordavala landskommun, inkl. Valamo ( Sordavala härad )
- Uukuniemi ( Sordavala härad )

Ibland räknades också Hiitola till Ladogakarelen. Pälkjärvi tillhörde Ilomants härad och därmed Kuopio län – dock kunde kommunen på grund av sitt geografiska läge och historiska bakgrund även ingå i Ladogakarelen.

### Gränskarelen
I Gränskarelen talades de karelska dialektera av finskan och en stor del av befolkningen var ortodoxa i religionen.
Tidigare kommuner (alla kommuner i Salmis härad ):
- Impilax
- Korpiselkä
- Salmis
- Soanlax
- Suistamo
- Suojärvi

## Förändringar orsakade av andra världskriget

Dagens Ladoga Karelen utgör den sydvästra delen av ryska Karelen.

I fredsfördraget i Moskva 1940, som avslutade vinterkriget, tvingades  Finland överlåta finska Ladoga Karelen till Sovjetunionen. Området blev en del av den Karelska-finska Sovjetrepubliken. I början av Fortsättningskriget 1941 ockuperade finska trupper området, men tvingades delvis dra sig tillbaka på sommaren och, enligt vapenstilleståndet i Moskva hösten 1944, måste man helt avstå området.
De delar av kommunerna Parikkala, Saaris, Simpele och Uukuniemi som blev kvar i Finland är nu en del av området Södra Karelen : de tidigare kommunerna Parikkala, Saaris och Uukuniemi är en del av den nuvarande kommunen Parikkala (kommunsammanslagning 2005) och den tidigare kommunen Simpele är en del av den nuvarande kommunen Raupaljärvi (9). Det västligaste hörnet av den tidigare Korpselkä kommun som fanns kvar i Finland överförde till Tuupovaara kommun, som i sin tur nu är en del av Joensuu och området Norra Karelen.
De finländska invånarna i Ladogakarelen evakuerades nästan helt under vinterkriget och efter fortsättningskriget bosatte sig den fördrivna befolkningen – särskilt i Gränskarelen – främst i Norra Karelen (inklusive Valtimo ) och norra delarna av Norra Savolax samt i södra delarna av Kajanaland och Norra Österbotten.
De människor som flyttade till Ladoga Karelen var främst ryssar, men även några karelare och andra nationaliteter.